# Jeniffer Dias
Jeniffer Dias (Niterói, 3 de junho 1991) é uma atriz e produtora brasileira.
Jeniffer Dias canta, dança, produz e dirige.

## Biografia e carreira
Jennifer Dias ganhou destaque na segunda temporada da série Segunda Chamada, do Globoplay, como a motogirl Antônia. Nascida em Niterói, ela é produtora e uma das idealizadoras do Projeto 111, um movimento de resistência cultural. Formada pela Escola de Atores Wolf Maya e pela Escola Sesc de Teatro, começou a sua carreira no elenco do programa Esquentaǃ, da TV Globo, ao lado de Regina Casé.
Depois, emendou trabalhos na ficção: deu vida à personagem Luana na novela Novo Mundo e a Dandara em Malhaçãoː Vidas Brasileiras, ambas produções da TV Globo. Protagonizou o curta-metragem Carne, de Mariana Jaspe. Depois, foi Kátia na comédia romântica Ricos de Amor, da Netflix. Durante a quarentena, dirigiu, produziu e protagonizou um filme que está em fase de montagem. Em 2022, estrelou Rensga Hits!, série do Globoplay, em que interpreta uma cantora sertaneja que canta desde pequena com o irmão gêmeo.
Foi co-apresentadora da cerimônia de entrega do Prêmio Sim à Igualdade Racial 2023, ao lado de Yuri Marçal.
É protagonista da série No Ano que Vem, estrelando junto com Julia Lemmertz e direção de Maria Flor, em cartaz no Canal Brasil.

## Filmografia

### Televisão
| Ano       | Título                      | Personagem                    | Nota                                     |
| --------- | --------------------------- | ----------------------------- | ---------------------------------------- |
| 2012–2015 | Esquenta!                   | Assistente de palco           |                                          |
| 2017      | Novo Mundo                  | Luana                         | Episódios: "21 de agosto–25 de setembro" |
| 2018–2019 | Malhação: Vidas Brasileiras | Dandara Nogueira da Conceição |                                          |
| 2019      | Filhos da Pátria            | Cidinha                       |                                          |
| 2020      | Diário de Um Confinado      | Mônica                        | Episódio: "Reunião de Condomínio"        |
| 2021      | Segunda Chamada             | Antônia                       |                                          |
| 2022–2025 | Rensga Hits!                | Thamyres (Thamy)              |                                          |
| 2023      | Anderson Spider Silva       | Sandra da Silva               |                                          |
| 2024      | No Ano que Vem              | Isabel (Bel)                  |                                          |
| 2024      | Encantado's                 | Amora Santiago                | Episódio: "Samba TotalFlex"              |
| 2025      | Garota do Momento           | Elza Soares                   | Episódio: "5 de março"                   |

### Cinema
| Ano  | Título                 | Personagem                  |
| ---- | ---------------------- | --------------------------- |
| 2020 | Ricos de Amor          | Kátia                       |
| 2022 | Medida Provisória      | Bella                       |
| 2022 | Barba, Cabelo & Bigode | Danielle Pereira dos Santos |
| 2023 | Mussum, o Filmis       | Leny Castro dos Santos      |
| 2024 | Praia Formosa          | Teodora                     |
| 2025 | Vitória                | Suellen                     |
| 2025 | Clarice Vê Estrelas    | Rubi                        |

## Prêmios e indicações
| Ano  | Prêmio           | Categoria    | Indicação    | Resultado |
| ---- | ---------------- | ------------ | ------------ | --------- |
| 2022 | Prêmio Potências | Atriz do Ano | Rensga Hits! | Indicada  |